# كارلوس أندريس مينا
كارلوس أندريس مينا (مواليد 10 أكتوبر 1992) هو ملاكم إكوادوري، مثّل بلاده في الألعاب الأولمبية الصيفية 2016.

## روابط خارجية
كارلوس أندريس مينا على موقع أوليمبيديا (الإنجليزية)